# Lijst van portmerken
De volgende portmerken zijn huizen/handelaren en leveranciers van port:
- Andresen
- Augusto
- Barros
- Bulas
- Burmester
- Cabraco
- Cálem
- Casal dos Jordoes
- Churchill Graham
- Claustru's
- Cockburn's Smithes
- Constantino
- Conquerer
- Croft
- C. da Silva (Dalva)
- Delaforce
- Dow
- Duff Gordon
- Feist
- Ferreira
- Feuerheerd
- Fonseca
- Freitas
- Gabriel
- Gilberts
- Gould Campbell

- Graham’s
- Gran Cruz
- Hutcheson
- Kopke
- Kranemann
- Lagarada
- Mackenzie
- Martins
- Martinez Gassiot
- Mendiz
- Messias
- Niepoort
- Offley
- Offley Boa Vista
- Osborne
- Patricio
- Pocas
- Rabelo
- Quarles Harris
- Quinta da Gricha
- Quinta da Romaneira
- Quinta do Crasto
- Quinto do Infantado
- Quinta do Noval
- Quinta do Passadouro
- Quinta do Portal

- Quinta do Tedo
- Quinta do Vesuvio
- Ramos Pinto
- Robertson Rebello Valente
- Robertson
- Romaneira
- Romariz
- Royal Oporto
- Rozés
- Sabrina
- Sandeman
- Santelmo
- Sealord
- Seguro
- Smith Woodhouse
- Taylor
- Vale de Sapos
- Varossio
- Vasconcellos
- Van Zeller
- Vinzelo
- Warrant
- Warre
- Wiese&Krohn